# ATSUKO MATANO
ATSUKO MATANO（アツコマタノ）は、百貨店を中心に展開されている生活雑貨を中心としたブランド。デザイナーは俣野温子。
商品はタオル、ハンカチ、ぬいぐるみ、パジャマ、エプロン、スリッパ、手袋、ストールなど多数。

## 主な商品
- 「水玉ひょっこり」タオルコレクション（2007〜、小原株式会社）
- 「ねこふんじゃった」タオルコレクション（2007〜、小原株式会社）
- 「しっぽねこ」タオルコレクション（2007〜、小原株式会社）
- 「あ・そ・ぼ。」ぬいぐるみ（2007〜、株式会社サン・アロー）